# Ieva Florence
Ieva Florence-Vīksne (* 19. Oktober 1992 in Riga) ist eine lettische Schauspielerin.  
Florence wuchs in Riga auf, wo sie das Jānis-Poruks-Gymnasium und das Kulturgymnasium besuchte. 2017 schloss sie ihren Studiengang Dramatisches Theater, Schauspiel und Kino an der Lettischen Kulturakademie mit dem Bachelor of Arts ab. Ihr Filmdebüt gab Florence 2017 in Maris Martinsons Comedy-Drama Magic Kimono. Ihre erste Hauptrolle spielte sie 2019 im lettischen Historienfilm Blizzard of Souls – Zwischen den Fronten von Dzintars Dreibergs. Blizzard of Souls wurde von Lettland als Beitrag für die Oscarverleihung 2021 eingereicht, nachdem er im November 2020 am Tallinn Black Nights Film Festival gezeigt wurde.
Seit dem Spieljahr 2017/2018 steht Florenc auch regelmäßig am Dailes Theatre in Riga auf der Bühne. 2014 feierte sie dort ihr Debüt als Theaterschauspielerin.

## Filmografie (in Auswahl)
- 2017: Magic Kimono
- 2018: Blezi
- 2019: Blizzard of Souls – Zwischen den Fronten (Dvēseļu putenis)
- 2022: The Good Neighbor – Das Böse wohnt nebenan